# الشعبة (مكيراس)

تعديل مصدري - تعديل

الشعبة هي إحدى قرى عزلة مكيراس بمديرية مكيراس التابعة لمحافظة البيضاء، بلغ تعداد سكانها 114 نسمة حسب تعداد اليمن لعام 2004.